# Oligolepis cylindriceps
Oligolepis cylindriceps es una especie de peces de la familia de los Gobiidae en el orden de los Perciformes.

## Morfología
Los machos pueden llegar a alcanzar los 3 cm de longitud total.

## Alimentación
Come zooplancton, crustáceos y insectos y sus larvas.

## Hábitat
Es un pez de Es un pez  de clima tropical y demersal.

## Distribución geográfica
Se encuentra en Camboya, y la India

## Observaciones
Es inofensivo para los humanos. 